# Bioversity International
Bioversity International est un organisme international de recherche pour le développement créé en 1974 par le groupe consultatif pour la recherche internationale en agriculture CGIAR. 
Bioversity agit dans le domaine de la biodiversité afin de favoriser le développement durable de l'agriculture. Il s'agit de l'organisation internationale de recherche la plus importante destinée à la conservation et à l'utilisation de la biodiversité agricole.

## Historique
- 1974 : FAO, fut mise en place en réponse à la disparition alarmante de la diversité des plantes cultivées et ainsi assurer un rôle en matière de sécurité alimentaire.

Sa mission première était de coordonner un programme de ressources génétiques (végétales), incluant l'organisation de missions de collectes et l'établissement de banques de gènes au niveau national, régional et international.
- 1991 : IBPGR devient l'IPGRI (International Plant Genetic Research Institute), une organisation totalement indépendante dont le siège est situé à Rome. Son rôle s'étend alors de la conservation des plantes cultivées dans les banques de gènes au soutien de programmes de recherche favorisant la conservation de la biodiversité à travers l'utilisation de ressources génétiques dans un but de développement.
- 2006 : l'IPGRI (International Plant Genetic Resources Institute) et l'INIBAP (International Network for the Improvement of Banana and Plantain) fusionnent sous le nom de Bioversity International.

## Mission
Bioversity est une organisation internationale de recherche pour le développement. Elle apporte des preuves scientifiques et des solutions pratiques ainsi que des politiques adaptées afin de sauvegarder et utiliser la biodiversité agricole pour une sécurité alimentaire et nutritionnelle durable à l’échelle mondiale. cette organisation travaille avec des partenaires dans des pays à faibles revenus dans les différentes régions où la biodiversité agricole peut contribuer à l'amélioration de la nutrition, de la résilience, de la productivité et à l’adaptation au changement climatique. 

## Axes prioritaires
Les activités de Bioversity se focalisent sur :
- le développement et la mise en œuvre les stratégies pour la conservation et l'utilisation des ressources génétiques ayant trait à l'agriculture au niveau politique, des systèmes d'information et de la communication ;
- la conservation ex situ, in situ et l'utilisation de la diversité pour certaines espèces d'intérêt telle que le bananier ou les forêts ;
- la gestion de la biodiversité agricole pour une meilleure nutrition et pour le développement durable des systèmes de production ;
- la nutrition et les systèmes alimentaires durables ;
- les services écosystémiques.